# Anhedonisk orgasme
Anhedonisk orgasme, også kendt som pleasure dissociative orgasmic disorder, er en lidelse der gør at personen ikke føler nydelse ved en orgasme.

## Generelt
Normalt føler et menneske nydelse ved orgasme, efter at have nået klimax, udløses kemikalier i hjernen der skaber sammentrækninger i musklerne i hele kroppen, og sender signaler til cerebal cortex. Patienter der lider af Anhedonisk Orgasme kan i nogen grad opleve at de slapper af i kroppen, men frigivelsen af endorfiner i hjernen, og de signaler der sendes til hjernen og de efterfølgende sammentrækninger i kroppen udebliver eller er så svage at de ikke registreres. Den "storm" som nogen beskriver i hjernen udebliver ligeledes.

## Årsager
Der foreligger ikke komplet forskning på området, men man betegner det som en dysfunktion i frigivelsen af dopamin og generelt i hjernens belønningscenter nucleus accumbens. Depressive patienter der behandles med SSRI oplever ofte denne lidelse, og for nogle bliver den permanent. Lidelsen kan også komme af skader på rygsøjlen og generelt i nervesystemet. Alder kan også være en årsag til denne lidelse.

## Behandlingsmuligheder
Da lidelsen er forbundet med et vist tabu, er det begrænset hvad der er af gennemprøvede behandlingsmuligheder, men udover terapi og decideret seksualterapi, er der gjort en del forsøg på medicinsk at aktivere belønningscenter og dopaminudskillelsen.